# 2018-as spanyol labdarúgókupa-döntő
A Copa del Rey 2017–18-as idénye volt a spanyol labdarúgókupa 116. kiírása. A kupadöntőjét 2018. április 21-én rendezték a Wanda Metropolitano Stadionban. A mérkőzés győztese jogot szerez a 2018–2019-es Európa-liga sorozatban való indulásra amennyiben a bajnokságban ezt már nem tette meg, illetve nem szerzett Bajnokok Ligája indulási jogot, ezen felül a 2017-18-as bajnokság győztesével megmérkőzik a 2018-as spanyol szuperkupáért. A találkozót 5–0 arányban a katalánok nyerték, sorozatban negyedik elsőségüket szerezve. A találkozó legjobbja Andrés Iniesta lett.

## Háttér
A Barcelona negyvenedik kupadöntőjén vett részt, ezzel egyedüli rekorder lett a vonatkozó ranglistán a 39 döntővel bíró Real Madrid előtt. A katalán csapat a 2017-es spanyol labdarúgókupa-döntő győzteseként címvédőként sorozatban ötödik döntőjére és negyedik győzelmére készült a találkozó előtt. A kupa történetében csak a Real Madrid (1905, 1906, 1907, 1908) és az Athletic Bilbao (1930, 1931, 1932, 1933) győzött egymást követő négy évben. 
A Sevilla kilencedik döntőjén vett részt, ezekből korábban ötöt nyert meg (1935, 1939, 1948, 2007, és 2010). 
A 2016-os spanyol labdarúgókupa-döntőben a két csapat találkozóját a Barcelona nyerte 2–0-ra hosszabbítást követően. 

## Út a döntőig
| Barcelona  | Barcelona            | Barcelona                 | Forduló                    | Sevilla            | Sevilla              | Sevilla                   |
| ---------- | -------------------- | ------------------------- | -------------------------- | ------------------ | -------------------- | ------------------------- |
| Ellenfél   | Összesített eredmény | A találkozók eredményei   |                            | Ellenfél           | Összesített eredmény | A találkozók eredményei   |
| Murcia     | 8–0                  | 3–0 idegenben; 5–0 otthon | A legjobb 16 közé jutásért | Cartagena          | 7–0                  | 3–0 idegenben; 4–0 otthon |
| Celta Vigo | 6–1                  | 1–1 idegenben; 5–0 otthon | Nyolcaddöntő               | Cádiz              | 4–1                  | 2–0 idegenben; 2–1 otthon |
| Espanyol   | 2–1                  | 0–1 idegenben; 2–0 home   | Negyeddöntő                | Atlético de Madrid | 5–2                  | 2–1 idegenben; 3–1 otthon |
| Valencia   | 3–0                  | 1–0 otthon; 2–0 idegenben | Elődöntő                   | Leganés            | 3–1                  | 1–1 idegenben; 2–0 otthon |

## A mérkőzés

### Összefoglaló
| 2018. május 21. 21:30 CEST |

| Barcelona                                                    | 5–0               | Sevilla |
| ------------------------------------------------------------ | ----------------- | ------- |
| Suárez 14' 40' Messi 31' Iniesta 52' Coutinho 69' (11-esből) | (3–0) Jegyzőkönyv |         |

| Wanda Metropolitano Stadion, Madrid Játékvezető: Jesús Gil Manzano (spanyol) |

| Sevilla | Barcelona |

| GK                | 13 | David Soria         |     |     |
| RB                | 16 | Jesús Navas         |     |     |
| CB                | 25 | Gabriel Mercado     | 34' |     |
| CB                | 5  | Clément Lenglet     |     |     |
| LB                | 18 | Sergio Escudero (c) | 38' |     |
| CM                | 15 | Steven Nzonzi       |     |     |
| CM                | 10 | Éver Banega         |     |     |
| RW                | 17 | Pablo Sarabia       |     | 82' |
| AM                | 22 | Franco Vázquez      | 74' | 86' |
| LW                | 11 | Joaquín Correa      |     | 46' |
| CF                | 20 | Luis Muriel         |     |     |
| Cserék:           |    |                     |     |     |
| GK                | 1  | Sergio Rico         |     |     |
| DF                | 3  | Miguel Layún        |     | 82' |
| DF                | 6  | Daniel Carriço      |     |     |
| MF                | 14 | Guido Pizarro       |     |     |
| FW                | 9  | Wissam Ben Yedder   |     |     |
| FW                | 23 | Sandro Ramírez      |     | 46' |
| FW                | 24 | Nolito              |     | 86' |
| Vezetőedző:       |    |                     |     |     |
| Vincenzo Montella |    |                     |     |     |

| GK               | 13 | Jasper Cillessen      |     |     |
| RB               | 20 | Sergi Roberto         |     |     |
| CB               | 3  | Gerard Piqué          |     |     |
| CB               | 23 | Samuel Umtiti         |     |     |
| LB               | 18 | Jordi Alba            |     |     |
| RM               | 14 | Philippe Coutinho     |     | 82' |
| CM               | 4  | Ivan Rakitić          |     |     |
| CM               | 5  | Sergio Busquets       | 74' | 76' |
| LM               | 8  | Andrés Iniesta (c)    | 67' | 88' |
| CF               | 10 | Lionel Messi          |     |     |
| CF               | 9  | Luis Suárez           |     |     |
| Cserék:          |    |                       |     |     |
| GK               | 1  | Marc-André ter Stegen |     |     |
| DF               | 2  | Nélson Semedo         |     |     |
| DF               | 25 | Thomas Vermaelen      |     |     |
| MF               | 6  | Denis Suárez          |     | 88' |
| MF               | 15 | Paulinho              |     | 76' |
| FW               | 11 | Ousmane Dembélé       |     | 82' |
| FW               | 17 | Paco Alcácer          |     |     |
| Vezetőedző:      |    |                       |     |     |
| Ernesto Valverde |    |                       |     |     |

| A találkozó legjobbja: Andrés Iniesta (Barcelona) Asszisztensek: Ángel Nevado Rodríguez Juan Carlos Yuste Jiménez Negyedik játékvezető: Carlos del Cerro Grande Tartalék játékvezető: Roberto Alonso Fernández | Szabályok - 90 perc játékidő. - 30 perces hosszabbítás döntetlen esetén. - Tizenegyesek következnek, amennyiben itt sincs döntés. - Hét csere nevezhető, három becserélhető. |